# Dominig Bouchaud
Pour les articles homonymes, voir Bouchaud.
Dominig Bouchaud, né en 1957 à Nantes, est un harpiste français de culture bretonne, spécialisé dans la musique bretonne. Depuis la fin des années 1970, il tente d'adapter les possibilités de la harpe celtique à la musique traditionnelle. Diplômé, il partage ses connaissances au plus grand nombre en France et à l'étranger ainsi que dans des écrits.

## Biographie

### Prix de conservatoires et de concours
Après avoir suivi des études au conservatoire régional de Nantes, Dominig Bouchaud étudie la harpe à pédales au Conservatoire National Supérieur de musique de Paris et suit les cours de Jacqueline Borot. Après avoir obtenu le premier prix de harpe à l'unanimité du jury du CNSM en 1978, il se perfectionne auprès de Pierre Jamet. L'année suivante, après avoir été en contact avec des musiciens bretons et irlandais, il tombe sous le charme de la harpe celtique et la musique traditionnelle au Kan Ar Bobl. De cette rencontre s'ensuit une démarche de sauvegarde et de reconstitution de son répertoire traditionnel, fondée en grande partie sur l'adaptation du répertoire chanté, modal et monodique, et des possibilités polyphoniques de la harpe. Pour cela, il se rapproche de musiciens, dont l'Irlandaise Janet Harbison.
Dominig Bouchaud obtient en 1980 deux premiers prix, au Kan Ar Bobl et au concours Interceltique de Killarney (Irlande). Il est, depuis 1981, professeur de harpe au département de musique traditionnelle du conservatoire de Quimper. Il y joue le répertoire de musique celtique puis se spécialise dans la musique traditionnelle bretonne.

### Créations
En 1982, il participe à la création de Fantasmagorie pour orchestre et harpe celtique de Mariannig Larc'hantec. Il participe aussi au premier concert donné en l'église de Sein. Aux côtés de la Kevrenn Alré et du Théâtre populaire de Bretagne, il se rend en tournée en Algérie. L'année suivante, il participe au World Harp Congress à Maastricht où il donne un concert solo. Il poursuit sa collaboration avec Mariannig Larc'hantec sur la création Baleadenn An Ene. Il obtient cette même année le Triskell d'Or.
En 1984, Dominig Bouchaud part en tournée au Sénégal avec Per-Jakez Hélias et le peintre C. Huart et retrouve à Dakar Kouyaté et Cissokho, joueurs de kora. Il participe aussi à la création Telenn, sonate de Piérick Houdy.
En 1985, il reçoit le premier prix du concours international de Dinan pour sa composition « Discorde », suite pour harpe celtique. Il entame dès lors des tournées régulières en Europe.
Entre 1988 et 1994, il joue en compagnie du groupe Walsingham et interprète de la musique médiévale et renaissance pour instruments anciens. Pendant ce temps, il participe à la création Mobiles, pour hautbois et harpe, de Bertrand Sciberras, ainsi que du 5e passeur de Gérard Garcin (1993).

### Collaborations
Ses différentes expériences artistiques dans le domaine de la musique et de la recherche lui permettent de travailler avec les chanteurs Anne Auffret, Ifig Flatrès, Brigitte Kloareg, Annie Ebrel, Louise Ebrel, le joueur de oùd Samir Ahajgoun, l'accordéoniste Erwann Tanguy. Il crée avec Cyrille Colas le duo Hautbois et Harpe avec lequel il produit deux disques, Vibrations et Heol Dour (Soleil d'eau) chez Keltia Musique. Ces enregistrements sont plébiscités par la presse internationale. En 1995, il poursuit cette union instrumentale originale dans la tradition musicale bretonne avec le sonneur Éric Ollu. Il fait aussi partie du Quartet de Harpes Kroaz Telenn, avec Myrdhin, Zil et Anne Auffret.
En 1998, Dominig Bouchaud participe à la création du jazzman Antoine Hervé, Les Caprices de Morgane, puis à Excalibur La Légende des Celtes d'Alan Simon et Outre l'Eau, spectacle de Hervé Lesvenan et Melaine Favennec. Il participe aussi aux 20 ans de Keltia Musique au festival de Cornouaille, en compagnie de nombreux artistes.
Avec son trio l’Ancre d’Argent, composé de la chanteuse bretonne Anne Auffret et de Yann Honoré à la basse, il interprète différents types de musique traditionnelle, mais principalement les gwerzioù. Il joue régulièrement dans les festivals internationaux de musique celtique.
Son action en faveur de la musique traditionnelle (il préside l'association Dastum Bro Gerne) ne l'empêche pas de manifester un intérêt certain pour la musique ancienne (il a joué avec l'ensemble Walsingham) comme pour la musique contemporaine : Pierre Houdy lui a dédié sa sonate Telenn, créée en 1982 au Congrès mondial de la Harpe de Maastricht.

### Enseignement
Premier harpiste à obtenir le CA de professeur de musique traditionnelle, il enseigne la harpe et l’improvisation libre au Conservatoire de musiques et d’art dramatique de Quimper et lors de master-class en France et à l’étranger (Italie, Suisse). Il y a développé une méthode spécifiquement conçue pour être fidèle à la musique traditionnelle. Les apprentis harpistes peuvent désormais travailler avec sa méthode Harpe d'or et ses nombreuses transcriptions et compositions pour harpe celtique.

## Conception musicale
Dominig Bouchaud fait partie de la nouvelle génération de musiciens bretons qui associent leurs instruments à des expériences musicales diverses.
Souhaitant faire de la harpe un instrument traditionnel breton et non plus une fonction d'accompagnement, il se tourne vers le collectage pour toucher au cœur de la musique traditionnelle. Ainsi, il essaye de concilier le caractère monodique et modal de la musique bretonne avec les possibilités polyphoniques de la harpe : « Je cherche ce qui nous touche tant dans cette musique. On ne sait pas encore faire une gavotte à la harpe. Mais on va trouver. »
Dans son premier album Vibrations, on peut trouver des interprétations de musiques bretonnes, irlandaises ou écossaises, mais aussi des pièces médiévales, bulgares et péruviennes. De plus, il unit souvent sa harpe à d'autres sonorités comme le hautbois de Cyrilles Colas.

## Discographie
- 1981 : Diou delenn - Deux harpes celtiques (33 tours BAS) avec Mariannig Larc'hantec
- 1982 : Merveille de la Bretagne (33 tours Connaissance du Monde) BO
- 1984 : L'art de la harpe à la Renaissance (33 tours Arion) avec Hervé Barreau
- 1987 : Vibrations (Keltia Musique)
- 1994 : Heol Dour (Soleil d'eau), avec Cyrille Colas (Keltia Musique)
- 2001 : L'ancre d'argent - Harpe en Bretagne (Keltia Musique)
- 2004 : Rèis - Harpe entre Piémont et Bretons (Arte Nomad) avec Enzo Vacca
- 2011 : L’arbre noir (Keltia Musique) avec Yann Honoré

### Avec le groupe Walsingham
- Quand la terre était plate
- Les Matines de Paris
- Musicke Divine

## Écrits

### Recueils de harpe
- Panorama de la harpe celtique n° 1 : 50 morceaux (Moyen Âge, Renaissance, baroque, celtique, sud-américain, bulgare…), éditions Transatlantiques
- Panorama de la harpe celtique n° 2 : 47 morceaux de Bretagne, Irlande, Écosse, Pays de Galles + un CD, éditions Transatlantiques
- Harpe d’or : pour commencer la harpe celtique, éditions Billaudot
- Pièces classiques pour la harpe celtique, volume 5 et 6, éd. Billaudot
- Discorde, suites pour harpe celtique, éd. Harposphère
- Dialogues, pièces pour 2 harpes  (musique bretonne, irlandaise, sud-américaine et de Vivaldi), éd. Billaudot
- Blues, Thème et variations, éd. Leduc
- Variations sur un thème des îles Hébrides, éd. Harposphère
- 2 séquences (Intense comme un cri, Vertiges), Budin
- Sonerezh Breizh evit an delenn / musique bretonne pour la harpe, Keltia Musique

### Articles
- La souris verte, dans Musique bretonne, mai 1987, p. 16
- La harpe celtique et les compositeurs contemporains, Musique bretonne, avril 1982 p. 11
- Les conseils du harpiste futé. L'ornementation, Musique bretonne, mars 1986, p. VI
- La harpe au Kan ar Bobl, Musique bretonne, mai 1999, p. 12-13
- Telenn Noz. La harpe en fest-noz, Musique bretonne, mars 2002, p. 36-37
- Rituels de passage, une création au Quartz. La vie des Bretons du Xxe siècle en musique et en images, Musique bretonne, n° 185, juillet 2004, p.24-25
- La harpe celtique, entre musique savante et musique traditionnelle, Association internationale des harpistes et amis de la harpe (AIH), octobre 2002
- La harpe celtique… Pourquoi en jouer ? Comment l'enseigner ?, Musica d'Arpa, octobre 2002
- « Rituels de passage, une création au Quartz. La vie des Bretons du XXe siècle en musique et en images », Musique bretonne, juillet 2004, p. 24-25